# Black Celebration
Albums de Depeche Mode
The Singles 81→85
(1985) Music for the Masses
(1987)
Singles
1. Stripped
Sortie : 10 février 1986
2. A Question of Lust
Sortie : 14 avril 1986
3. A Question of Time
Sortie : 11 août 1986
4. But Not Tonight
Sortie : 22 octobre 1986

Black Celebration est le cinquième album studio du groupe anglais Depeche Mode, sorti en 1986.
Plus sombre que les précédents, comme le suggère d'ailleurs la couleur noire de la pochette, il ne contient pas de grands succès contrairement à l'album studio précédent Some Great Reward, même si les singles A Question of Time et Stripped se vendent relativement bien.
L'enregistrement s'est déroulé au studio Westside de Londres et au Hansa Mischraum de Berlin. Martin L. Gore signe ici tous les titres. Le nom de l'album est tiré de la chanson éponyme, qui ouvre l'album. C'est le seul album de Depeche Mode dont le titre est celui d'une de ses chansons.
La chanson It Doesn't Matter Two rend hommage à Philip Glass avec une orchestration typique du style du compositeur américain.
La chanson New Dress fait référence à l'importance donnée par la presse à des faits futiles, comme le fait que la princesse Diana achète une nouvelle robe, plutôt que des faits dramatiques évoqués dans les couplets. Le pont précise la portée politique de cette manipulation : « Vous ne pouvez pas changer les faits, mais vous pouvez changer les mots, en changeant les mots vous changez les points de vue, en changeant les points de vue vous changez les votes, en changeant les votes vous changez le monde » (« You can't change the world / But you can change the facts / And when you change the facts / You change points of view / If you change points of view / You may change a vote / And when you change a vote / You may change the world »).
Fly on the Windscreen, qui figurait déjà sur la face B du single It's Called a Heart, est réarrangée et son titre agrémenté du mot « Final ».

## Liste des morceaux

### LP (Royaume-Uni)
Face 1
| No | Titre                         | Durée |
| -- | ----------------------------- | ----- |
| 1. | Black Celebration             | 4:55  |
| 2. | Fly on the Windscreen - Final | 5:18  |
| 3. | A Question of Lust            | 4:20  |
| 4. | Sometimes                     | 1:53  |
| 5. | It Doesn't Matter Two         | 2:50  |

Face 2
| No | Titre                 | Durée |
| -- | --------------------- | ----- |
| 1. | A Question of Time    | 4:10  |
| 2. | Stripped              | 4:16  |
| 3. | Here Is the House     | 4:15  |
| 4. | World Full of Nothing | 2:50  |
| 5. | Dressed in Black      | 2:32  |
| 6. | New Dress             | 3:42  |

Titres bonus sur la réédition CD :
1. "Breathing in Fumes" – 6:07
2. "But Not Tonight (Extended Remix)" – 5:13
3. "Black Day" – 2:36

### LP/CD/MC (États-Unis)
Face 1
| No | Titre                         | Durée |
| -- | ----------------------------- | ----- |
| 1. | Black Celebration             | 4:55  |
| 2. | Fly on the Windscreen (Final) | 5:18  |
| 3. | A Question of Lust            | 4:20  |
| 4. | Sometimes                     | 1:53  |
| 5. | It Doesn't Matter Two         | 2:50  |

Face 2
| No | Titre                 | Durée |
| -- | --------------------- | ----- |
| 1. | A Question of Time    | 4:10  |
| 2. | Stripped              | 4:16  |
| 3. | Here Is the House     | 4:15  |
| 4. | World Full of Nothing | 2:50  |
| 5. | Dressed in Black      | 2:32  |
| 6. | New Dress             | 3:42  |
| 7. | But Not Tonight       | 4:15  |

### Réédition de 2007
- Disque 1 : SACD/CD
- Disque 2 : DVD de Black Celebration en DTS 5.1, Dolby Digital 5.1 et PCM Stereo

| No  | Titre                         | Durée |
| --- | ----------------------------- | ----- |
| 1.  | Black Celebration             | 4:55  |
| 2.  | Fly on the Windscreen (Final) | 5:18  |
| 3.  | A Question of Lust            | 4:20  |
| 4.  | Sometimes                     | 1:53  |
| 5.  | It Doesn't Matter Two         | 2:50  |
| 6.  | A Question of Time            | 4:10  |
| 7.  | Stripped                      | 4:16  |
| 8.  | Here Is the House             | 4:15  |
| 9.  | World Full of Nothing         | 2:50  |
| 10. | Dressed in Black              | 2:32  |
| 11. | New Dress                     | 3:42  |

Live à Birmingham, avril 1986 (en DTS 5.1, Dolby Digital 5.1, PCM Stereo)
| No | Titre              | Durée |
| -- | ------------------ | ----- |
| 1. | Black Celebration  |       |
| 2. | A Question of Time |       |
| 3. | Stripped           |       |

Titres bonus (PCM Stereo)
| No | Titre                              | Durée |
| -- | ---------------------------------- | ----- |
| 1. | Shake the Disease                  |       |
| 2. | Flexible                           |       |
| 3. | It's Called a Heart                |       |
| 4. | "Fly on the Windscreen" [original] |       |
| 5. | But Not Tonight                    |       |
| 6. | Breathing in Fumes                 |       |
| 7. | Black Day                          |       |
| 8. | Christmas Island                   |       |

Bonus
1. Depeche Mode 85-86: The songs aren't good enough, there aren't any singles and it'll never get played on the radio (documentaire vidéo de 57 minutes)

## Singles
| No | Titre | Durée |
| -- | --- | ----- |
| 1. | Stripped (février) |       |
| 2. | A Question of Lust (avril) |       |
| 3. | A Question of Time (août) |       |
| 4. | But Not Tonight (octobre ; ce titre a été choisi comme single aux États-Unis en lieu et place de Stripped, il apparaît dans la bande originale du film américain Modern Girls.) |       |

## Classements et certifications
L'album s'est classé à la 4e place des charts britanniques, n°1 en Suisse et n°2 en Allemagne.
| Classement / pays (1986/2013)    | Meilleure position |
| -------------------------------- | ------------------ |
| Autriche                         | 26                 |
| France - SNEP                    | 11                 |
| Allemagne - Media Control Charts | 2                  |
| Hongrie - Mahasz                 | 28                 |
| Suède - Sverigetopplistan        | 5                  |
| Suisse - Schweizer Hitparade     | 1                  |
| Royaume-Uni - UK Albums Chart    | 4                  |
| États-Unis - Billboard 200       | 90                 |

| Pays              | Certification | Ventes certifiées |
| ----------------- | ------------- | ----------------- |
| Allemagne (BVMI)  | Platine       | 500 000           |
| États-Unis (RIAA) | Or            | 500 000           |
| France (SNEP)     | Or            | 100 000           |
| Royaume-Uni (BPI) | Argent        | 60 000            |